# Бона (Нијевр)
Бона (фр. Bona) насеље је и општина у источном делу централне Француске у региону Бургоња, у департману Нијевр која припада префектури Невер.
По подацима из 2011. године у општини је живело 304 становника, а густина насељености је износила 13,08 становника/km². Општина се простире на површини од 23,24 km². Налази се на средњој надморској висини од 300 метара (максималној 441 m, а минималној 257 m).

## Демографија
| 1962. | 1968. | 1975. | 1982. | 1990. | 1999. | 2011. |
| ----- | ----- | ----- | ----- | ----- | ----- | ----- |
| 339   | 369   | 302   | 291   | 336   | 325   | 304   |

График промене броја становника у току последњих година